# ذي شمار (السدة)

تعديل مصدري - تعديل

ذي شمار هي إحدى قرى عزلة التويتي بمديرية السدة التابعة لمحافظة إب، بلغ تعداد سكانها 172 نسمة حسب تعداد اليمن لعام 2004.